# 羅貴素
羅貴素（14世紀—15世紀），江西南昌府豐城縣栗花橋人，明朝政治人物。

## 生平
羅貴素是永樂六年（1408年）戊子科江西鄉試舉人，九年（1411年）辛卯科進士。十一年（1413年）授湖廣按察司僉事，十五年（1417年）調廣東按察司僉事，洪熙元年（1425年）以貪贓謫為福建都司斷事。

## 引用
1. 1 2  同治《豐城縣志·卷八·選舉》：永樂六年戊子鄉試解元錢習禮 羅貴素 第四名，詳進士……永樂九年辛卯蕭時中榜……羅貴素 栗花橋人，廣東僉事
2. ↑  《明太宗文皇帝實錄·卷一百四十六》：（永樂十一年十二月壬戌）擢……羅貴素為湖廣按察僉事……
3. ↑  《明太宗文皇帝實錄·卷一百八十五》：（永樂十五年二月乙亥）改……湖廣按察司僉事羅貴素於廣東按察司……
4. ↑  《明仁宗昭皇帝實錄·卷九下》：（洪熙元年四月乙丑）廣東按察司僉事羅貴素以贓降福建都司斷事……